# Mecé
Cet article possède un paronyme, voir Mercey.
Mecé est une commune française située dans le département d'Ille-et-Vilaine en Région Bretagne, peuplée de 613 habitants.

## Géographie

### Communes limitrophes
| Saint-Georges-de-Chesné (Rives-du-Couesnon), Saint-Aubin-du-Cormier (par un quadripoint) | Combourtillé |                                                 |
| Livré-sur-Changeon                                                                       | Mecé         | Montreuil-des-Landes, Saint-Christophe-des-Bois |
|                                                                                          | Val-d'Izé    |                                                 |

### Hydrographie
Pour un article plus général, voir Réseau hydrographique d'Ille-et-Vilaine.
La commune est située dans le bassin Loire-Bretagne. Elle est drainée par la Veuvre, le Changeon, le d'Alibert et le ruisseau de l'Ouvraise, et un autre petit cours d'eau,.
La Veuvre, d'une longueur de 43 km, prend sa source dans la commune de Saint-Christophe-des-Bois et se jette  dans la Vilaine à Noyal-sur-Vilaine, après avoir traversé neuf communes. 

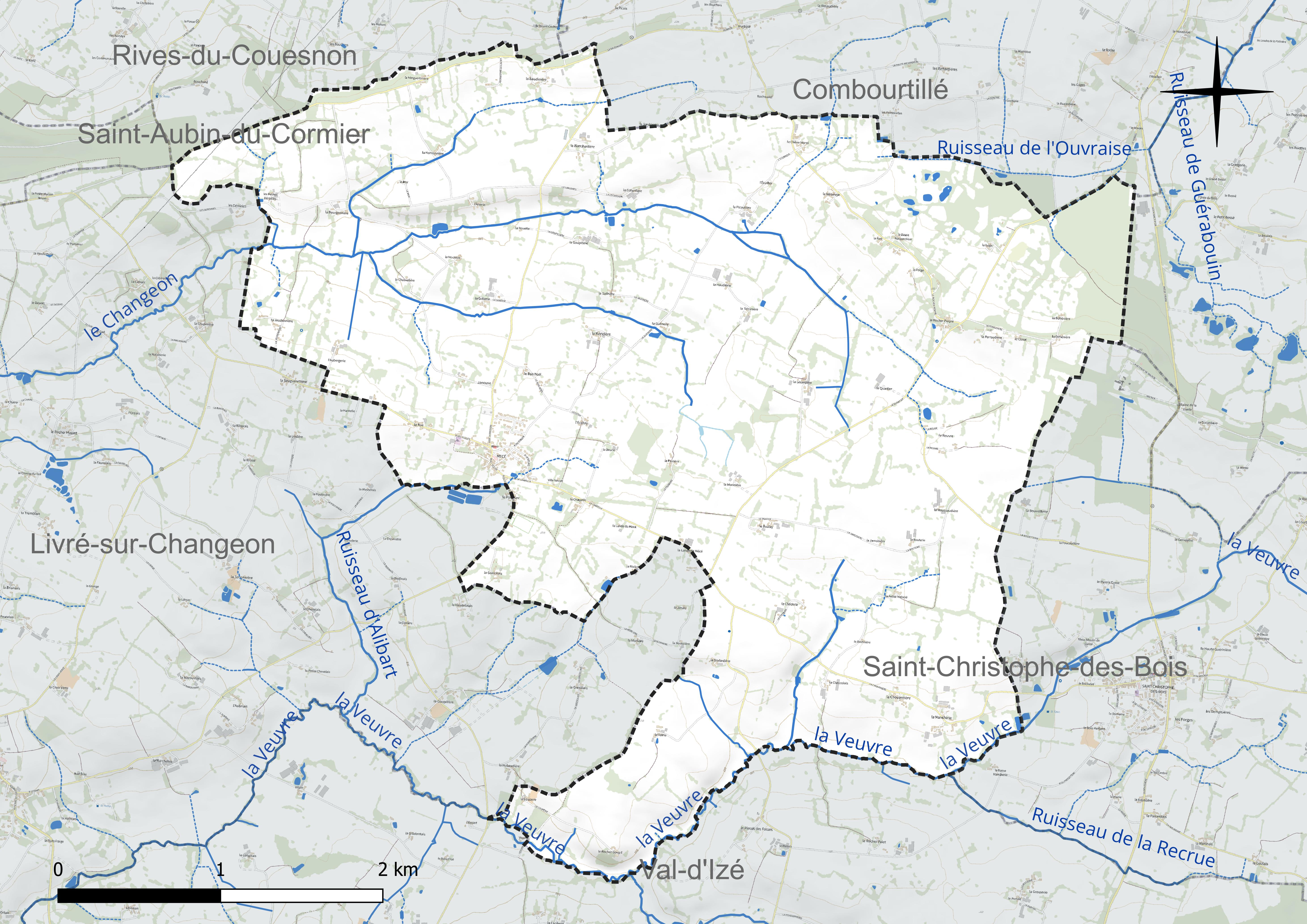
Réseau hydrographique de Mecé.

Le Changeon, d'une longueur de 12 km, prend sa source dans la commune  et se jette  dans la Veuvre à Dourdain, après avoir traversé deux communes. 

### Climat
Pour des articles plus généraux, voir Climat de la Bretagne et Climat d'Ille-et-Vilaine.
En 2010, le climat de la commune est de type climat océanique franc, selon une étude du CNRS s'appuyant sur une série de données couvrant la période 1971-2000. En 2020, Météo-France publie une typologie des climats de la France métropolitaine dans laquelle la commune est exposée à un climat océanique et est dans la région climatique  Bretagne orientale et méridionale, Pays nantais, Vendée, caractérisée par une faible pluviométrie en été et une bonne insolation. Parallèlement l'observatoire de l'environnement en Bretagne publie en 2020 un zonage climatique de la région Bretagne, s'appuyant sur des données de Météo-France de 2009. La commune est, selon ce zonage, dans la zone « Sud Est », avec des étés relativement chauds et ensoleillés.  
Pour la période 1971-2000, la température annuelle moyenne est de 11,1 °C, avec une amplitude thermique annuelle de 13,2 °C. Le cumul annuel moyen de précipitations est de 846 mm, avec 13,4 jours de précipitations en janvier et 7,9 jours en juillet. Pour la période 1991-2020, la température moyenne annuelle observée sur la station météorologique la plus proche, située sur la commune de Fougères à 15 km à vol d'oiseau, est de 11,9 °C et le cumul annuel moyen de précipitations est de 939,1 mm,. Pour l'avenir, les paramètres climatiques de la commune estimés pour 2050 selon différents scénarios d'émission de gaz à effet de serre sont consultables sur un site dédié publié par Météo-France en novembre 2022.

## Urbanisme

### Typologie
Au 1er janvier 2024, Mecé est catégorisée commune rurale à habitat très dispersé, selon la nouvelle grille communale de densité à sept niveaux définie par l'Insee en 2022.
Elle est située hors unité urbaine. Par ailleurs la commune fait partie de l'aire d'attraction de Rennes, dont elle est une commune de la couronne,. Cette aire, qui regroupe 183 communes, est catégorisée dans les aires de 700 000 habitants ou plus (hors Paris),.

### Occupation des sols
L'occupation des sols de la commune, telle qu'elle ressort de la base de données européenne d'occupation biophysique des sols Corine Land Cover (CLC), est marquée par l'importance des territoires agricoles (96,8 % en 2018), une proportion sensiblement équivalente à celle de 1990 (97,1 %). La répartition détaillée en 2018 est la suivante : 
prairies (51,2 %), terres arables (23,2 %), zones agricoles hétérogènes (22,3 %), forêts (3,2 %). L'évolution de l'occupation des sols de la commune et de ses infrastructures peut être observée sur les différentes représentations cartographiques du territoire : la carte de Cassini (XVIIIe siècle), la carte d'état-major (1820-1866) et les cartes ou photos aériennes de l'IGN pour la période actuelle (1950 à aujourd'hui).

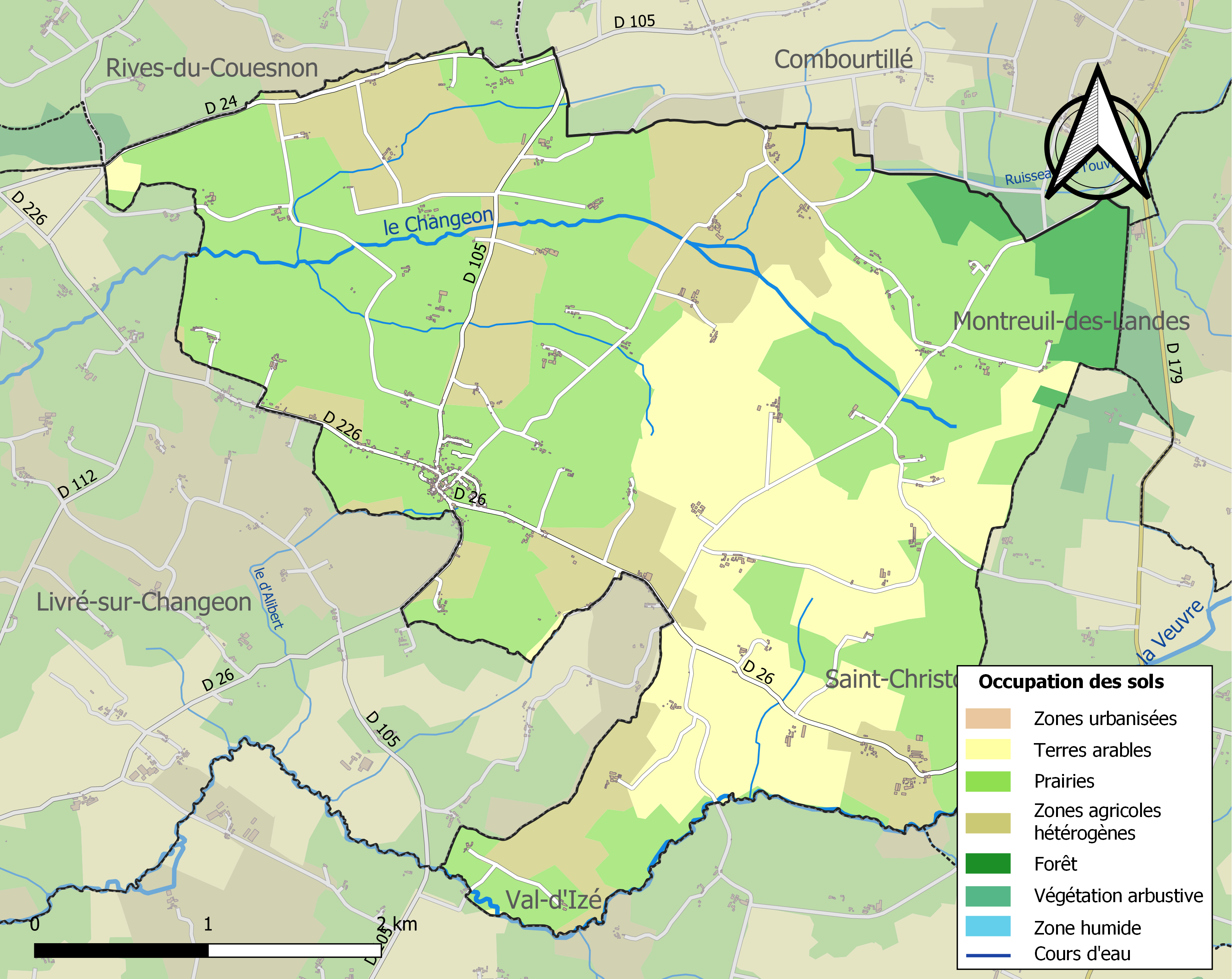
Carte des infrastructures et de l'occupation des sols de la commune en 2018 (CLC).

## Toponymie

### Attestations anciennes
Metiaco (1104 et 1143); Mecei (1116), Meceium(1116); Meceum (1157); Meceyum (1516),.

### Étymologie
Il s'agit d'un nom de domaine gaulois en -(i)acon ou gallo-roman en -(i)acum , même suffixe latinisé.
Le premier élément Met- représente peut-être le nom de personne gaulois Mettius,.
Une autre hypothèse est possible : on peut voir dans le premier élément Met-, le latin meta « borne », d'où le sens global de « lieu de la borne »[source insuffisante].
la terminaison en é (et non en -ac) du suffixe -acum indique que le roman y était parlé au IXe siècle mais pas le breton.

## Histoire

### Révolution française
En octobre 1795 une troupe de 18 chouans commandés par Joseph du Boishamon fut surprise dans une ferme de la commune d'Izé par des gardes territoriaux de Dourdain et La Bouëxière au nombre d'une cinquantaine ; les Chouans firent feu pour sortir de la ferme et tuèrent deux gardes territoriaux, ce qui provoqua la fuite des autres alors qu'ils étaient bien supérieurs en nombre ; « les contingents territoriaux fournis par les paroisses de Livré, Dourdain, La Bouëxière, Mecé, Châteaubourg étaient fort mauvais pour les combats en rase campagne, mais ils surprenaient quelques royalistes isolés, se livraient à de fréquents pillages et tenaient dans de perpétuelles inquiétudes la portion de l'arrondissement de Vitré dans laquelle s'exerçait le commandement de Henri du Boishamon ».

### LeXIXesiècle
En 1882, un rapport du Conseil général d'Ille-et-Vilaine indique que les communes de Mecé et Balazé ont présenté environ 86 cas de fièvre typhoïde et que 9 décès ont été enregistrés.

## Politique et administration
| Période                                  | Période     | Identité          | Étiquette | Qualité                                 |
| ---------------------------------------- | ----------- | ----------------- | --------- | --------------------------------------- |
| 1947                                     | 19..        | Louis Lepelletier | MRP       |                                         |
| mars 1977                                | mars 2001   | Pierre Chauvel    |           | Retraité                                |
| mars 2001                                | 25 mai 2020 | Maurice Baugendre | SE        | Retraité                                |
| 25 mai 2020                              | En cours    | Jean-Luc Delaunay |           | Cadre de l'Éducation nationale retraité |
| Les données manquantes sont à compléter. |             |                   |           |                                         |

## Démographie
L'évolution du nombre d'habitants est connue à travers les recensements de la population effectués dans la commune depuis 1793. Pour les communes de moins de 10 000 habitants, une enquête de recensement portant sur toute la population est réalisée tous les cinq ans, les populations de référence des années intermédiaires étant quant à elles estimées par interpolation ou extrapolation. Pour la commune, le premier recensement exhaustif entrant dans le cadre du nouveau dispositif a été réalisé en 2005.
En 2022, la commune comptait 613 habitants, en évolution de +1,32 % par rapport à 2016 (Ille-et-Vilaine : +5,46 %, France hors Mayotte : +2,11 %).
| 1793 | 1800 | 1806 | 1821 | 1831 | 1836 | 1841 | 1846 | 1851 |
| ---- | ---- | ---- | ---- | ---- | ---- | ---- | ---- | ---- |
| 880  | 882  | 931  | 916  | 926  | 888  | 831  | 961  | 895  |

| 1856 | 1861 | 1866 | 1872 | 1876 | 1881 | 1886 | 1891 | 1896 |
| ---- | ---- | ---- | ---- | ---- | ---- | ---- | ---- | ---- |
| 873  | 885  | 914  | 922  | 994  | 951  | 916  | 895  | 906  |

| 1901 | 1906 | 1911 | 1921 | 1926 | 1931 | 1936 | 1946 | 1954 |
| ---- | ---- | ---- | ---- | ---- | ---- | ---- | ---- | ---- |
| 837  | 847  | 813  | 686  | 686  | 701  | 703  | 703  | 631  |

| 1962 | 1968 | 1975 | 1982 | 1990 | 1999 | 2005 | 2006 | 2010 |
| ---- | ---- | ---- | ---- | ---- | ---- | ---- | ---- | ---- |
| 649  | 581  | 487  | 446  | 394  | 468  | 538  | 542  | 570  |

| 2015 | 2020 | 2022 | - | - | - | - | - | - |
| ---- | ---- | ---- | - | - | - | - | - | - |
| 601  | 606  | 613  | - | - | - | - | - | - |

## Transports
Primaire :
- Ligne de bus V25 entre les écoles de Mecé et Livré-sur-Changeon (matin et soir)
Lycées/Collèges :
- Ligne de bus H06 entre la mairie de Mecé et les collèges de Saint-Aubin-du-Cormier
- Ligne de bus F05 entre la mairie de Mecé et la Gare de Fougères
- Ligne de bus VI47 entre la mairie de Mecé et l'Allée Verte de Vitré
-Ligne de bus P22 entre la mairie de Mecé et le lycée Simone Veil à Liffré
La commune est desservie par la ligne de bus n°3 de Vitré Communauté.

## Lieux et monuments
- Église paroissiale Saint-Pierre-et-de-l'Immaculée-Conception, œuvre néo-gothique de l'architecte fougerais Jourdin.
- Chapelle Notre-Dame-de-Vertu, sur la route de Saint-Christophe-des-Bois, érigée en 1875.

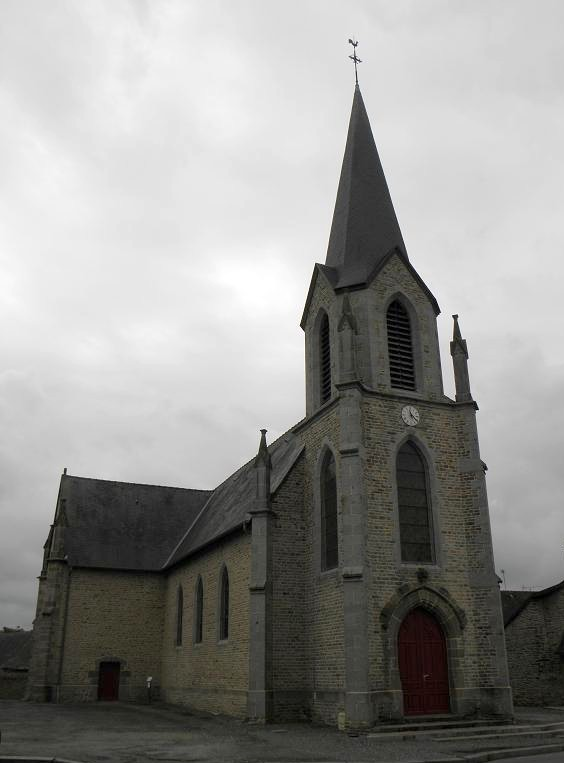
L'église paroissiale Saint-Pierre-et-de-l'Immaculée-Conception.
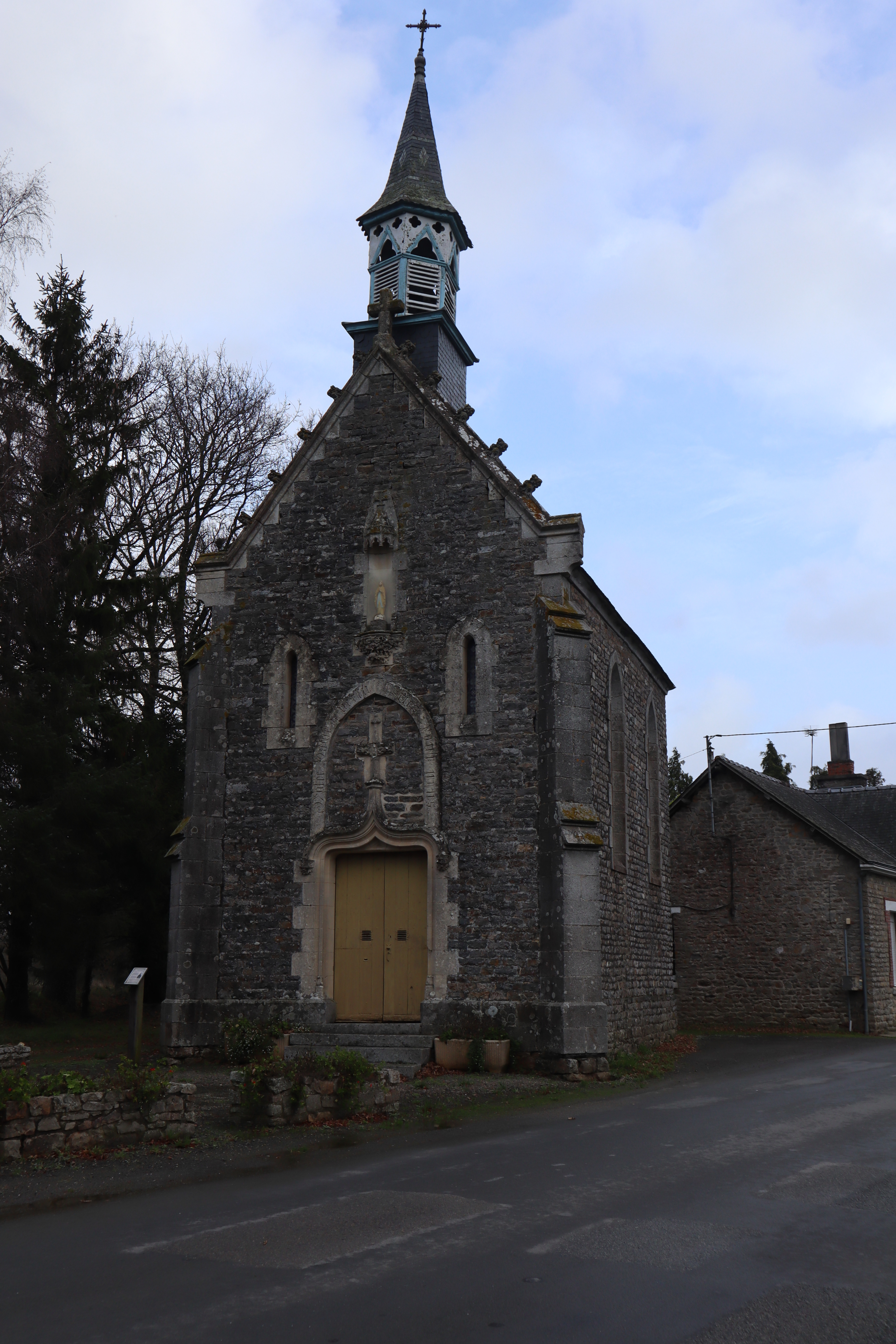
La chapelle Notre-Dame-de-Vertu, au lieudit La Chapelle.